# بشارمی مورچا
بشارمی مورچا، یا جبهه بی‌شرم معادل هندی راه‌پیمایی هرزه‌ها است. این سازمانی بود که در سال ۲۰۱۱ توسط زنان کانادایی که به بیانیه‌های عمومی پلیس تورنتو مبنی بر اینکه زنان می‌توانند با لباس پوشیدنشان از تجاوز جنسی خودداری کنند، اعتراض کردند. آنها رویدادهایی را در سراسر جهان برای آموزش در مورد این موضوع برگزار کرده‌اند.
سر آغاز این راهپیمایی‌ها ۳ آوریل ۲۰۱۱، در تورنتو، انتاریو، کانادا بود، پس از اینکه یک افسر پلیس تورنتو برای پیشگیری از تجاوز جنسی پیشنهاد کرد که زنان باید از پوشیدن لباس‌های نامناسب مانند هرزه‌ها خودداری کنند. بعد از کانادا، تظاهرات متعاقبی در سر تا سر جهان در اعتراض به فرهنگ تجاوز رخ داد.
این اعتراض به شکل یک راهپیمایی، عمدتاً توسط زنان جوان بود. برخی از زنان شرکت کننده لباس‌های باز و دامن‌های کوتاه پوشیدند. هدف از راهپیمایی محکوم کردن خشونت جنسی و فرهنگی است که به جای سرزنش متخلف، قربانی تجاوز جنسی را سرزنش می‌کند. از مهم‌ترین شعارهای این جنبش این است: «به ما نگویید چگونه رفتار کنیم، به آنها بگویید تجاوز نکنند.»
اولین بشارمی مورچا در ۱۷ ژوئیه ۲۰۱۱ در بهوپال برگزار شد، پس از آن بشارمی مورچا دهلی در ۳۱ ژوئیه 2011 بشارمی مورچا لاکنو در ۲۱ اوت ۲۰۱۱ برگزار شد.
بشارمی مورچا بنگلور، که همزمان با رویدادهای مشابه در سنگاپور، کوالالامپور و هنگ کنگ در ۴ دسامبر ۲۰۱۱ هماهنگ شده بود، پس از دریافت اعتراض توسط پلیس لغو شد. یک سخنگوی پلیس گفت که گروه‌های مخالف بشارمی مورچا "تهدید به برگزاری "اعتراض خشونت آمیز" کرده‌اند. دهلان مولی، یکی از برگزارکنندگان، گزارش داد که به او گفته شده بود که این رویداد «بخشی از فرهنگ هند نیست». مولی همچنین گفت: نایب رئیس یک تشکل زنان با من تماس گرفت و گفت که اگر زنانی با لباس‌های کم پوش در حین راه‌پیمایی هرزه‌ها دیده شوند با جارو آنها را کتک می‌زنند.
کریستی تامپسون، که برای میس (مجله) می‌نویسد، مشاهده کرد: «آنطور که منتقدان پیشنهاد می‌کنند، زنان برای حق راهپیمایی در خیابان با پوشیدن لباس‌های تقریباً معمولی راهپیمایی نمی‌کنند. آنها برای حق راه رفتن در خیابان می‌جنگند.»

## ترجمه
بشارمی مورچا (هندی: बेशर्मी मोर्चा) اغلب به انگلیسی به عنوان «اعتراض بی شرم» یا «جبهه بی شرم» ترجمه می‌شود. همچنین به «راهپیمایی بی شرمانان» و «کمپین بی شرم» ترجمه شده‌است. بشارمی مورچا به عنوان نامی در هند برای پرداختن به جنبه‌های فرهنگی و زبان‌های متنوع آن انتخاب شد.
کلمهٔ «هرزه» به‌طور مستقیم یا معادل آن به زبان‌های هندی مانند هندی ترجمه نمی‌شود. نزدیکترین معادل ترجمه مستقیم slut ranɖii به معنای «فاحشه» است (هندی: रंडी). سازمان دهندگان نگران بودند که ناظران باور کنند که معترضان به جای تظاهرات برای محافظت از امنیت زنان و دستیابی به آزادی از خشونت جنسی، خود را به عنوان روسپی معرفی می‌کنند یا به دنبال حق تن‌فروشی هستند.
بشارمی (هندی: बेशर्मी) بی شرمی، گستاخانه و حتی جسورانه ترجمه می‌شود. ممکن است متضمن کیفیت فحاشی باشد.
مورچا (هندی: मोर्चा) ارتباط تنگاتنگی با ایده اعتراض و عمل دارد. اغلب نشان دهنده اعتراض سیاسی است و دارای رنگ و بوی نظامی است.
بشارمی مورچا معانی متعددی دارد که به راحتی به انگلیسی ترجمه نمی‌شوند. به‌طور کلی به معنای «اعتراض بی شرمانه و جسورانه به روشی متحد که دیگران ممکن است اشتباه یا حتی ناپسند تلقی کنند» خلاصه می‌شود.